# موريسفيل (نيويورك)
موريسفيل (بالإنجليزية: Morrisville, New York)‏ هي منطقة سكنية تقع في الولايات المتحدة في مقاطعة ماديسون، نيويورك. يقدر عدد سكانها بـ 1,545 نسمة ومساحتها 3.0 كم2 وترتفع عن سطح البحر 411 متر.

## التركيبة السكانية
حدّد مكتب تعداد الولايات المتحدة بيانات التركيبة السكانية لموريسفيل في تعداد الولايات المتحدة. في ما يلي، التركيبة السكانية حسب تعدادي 2000 و2010.

### تعداد عام 2000
بلغ عدد سكان موريسفيل 2,148 نسمة بحسب تعداد عام 2000، وبلغ عدد الأسر 362 أسرة وعدد العائلات 196 عائلة مقيمة في القرية. في حين سجلت الكثافة السكانية 810.6 نسمة لكل كيلومتر مربع (2,099.4/ميل2). وبلغ عدد الوحدات السكنية 398 وحدة بمتوسط كثافة قدره 150.2 لكل كيلومتر مربع (389.0/ميل2).
وتوزع التركيب العرقي للقرية بنسبة 79.93% من البيض و14.20% من الأمريكيين الأفارقة و0.74% من الأمريكيين الأصليين و2.23% من الأمريكيين ذوي الأصول الآسيوية و0.93% من الأعراق الأخرى و1.96% من عرقين مختلطين أو أكثر و4.24% من الهسبانيون أو اللاتينيون من أي عرق.
بلغ عدد الأسر 362 أسرة كانت نسبة 29.8% منها لديها أطفال تحت سن الثامنة عشر تعيش معهم، وبلغت نسبة الأزواج القاطنين مع بعضهم البعض 41.7% من أصل المجموع الكلي للأسر، ونسبة 10.8% من الأسر كان لديها معيلات من الإناث دون وجود شريك، بينما كانت نسبة 1.7% من الأسر لديها معيلون من الذكور دون وجود شريكة وكانت نسبة 45.9% من غير العائلات. تألفت نسبة 32% من أصل جميع الأسر من عدة أفراد يعيشون في نفس المنزل ونسبة 10.5% كانت تتألف من شخص يعيش بمفرده يبلغ من العمر 65 عاماً أو أكثر. وبلغ متوسط حجم الأسرة المعيشية 2.29، أما متوسط حجم العائلات فبلغ 2.92.
بلغ العمر الوسطي للسكان 20.4 عاماً. وكانت نسبة 8.8% من القاطنين تحت سن الثامنة عشر، وكانت نسبة 6.5% بين الثامنة عشر والرابعة والعشرين عاماً، ونسبة 9.9% كانت واقعةً في الفئة العمرية ما بين الخامسة والعشرين والرابعة والأربعين عاماً، ونسبة 8.1% كانت ما بين الخامسة والأربعين والرابعة والستين، ونسبة 5.4% كانت ضمن فئة الخامسة والستين عاماً فما فوق. يوجد لكل 100 أنثى 96.4 ذكر، ويوجد لكل 100 أنثى في الثامنة عشر من عمرها فما فوق 91.3 ذكر.
بلغ متوسط دخل الأسرة في القرية 34,375 دولارًا، أما متوسط دخل العائلة فبلغ 50,536 دولارًا. وكان متوسط دخل الذكور 29,028 دولارًا مقابل 24,643 دولارًا للإناث. وسجل دخل الفرد الخاص بالقرية 8,983 دولارًا. وكانت نسبة 9% من العائلات ونسبة 19.7% من السكان تحت خط الفقر، وكان من هؤلاء نسبة 30.4% تحت سن الثامنة عشر ونسبة 0.8% في الخامسة والستين من العمر وما فوق.

### تعداد عام 2010
بلغ عدد سكان موريسفيل 2,199 نسمة بحسب تعداد عام 2010، وبلغ عدد الأسر 418 أسرة وعدد العائلات 197 عائلة مقيمة في القرية. في حين سجلت الكثافة السكانية 829.8 نسمة لكل كيلومتر مربع (2,149.2/ميل2). وبلغ عدد الوحدات السكنية 466 وحدة بمتوسط كثافة قدره 175.8 لكل كيلومتر مربع (455.3/ميل2).
وتوزع التركيب العرقي للقرية بنسبة 72.99% من البيض و20.42% من الأمريكيين الأفارقة و0.41% من الأمريكيين الأصليين و1.36% من الأمريكيين ذوي الأصول الآسيوية و2.59% من الأعراق الأخرى و2.23% من عرقين مختلطين أو أكثر و6.68% من الهسبانيون أو اللاتينيون من أي عرق.
بلغ عدد الأسر 418 أسرة كانت نسبة 23.9% منها لديها أطفال تحت سن الثامنة عشر تعيش معهم، وبلغت نسبة الأزواج القاطنين مع بعضهم البعض 32.1% من أصل المجموع الكلي للأسر، ونسبة 11% من الأسر كان لديها معيلات من الإناث دون وجود شريك، بينما كانت نسبة 4.1% من الأسر لديها معيلون من الذكور دون وجود شريكة وكانت نسبة 52.9% من غير العائلات. تألفت نسبة 33% من أصل جميع الأسر من عدة أفراد يعيشون في نفس المنزل ونسبة 9.8% كانت تتألف من شخص يعيش بمفرده يبلغ من العمر 65 عاماً أو أكثر. وبلغ متوسط حجم الأسرة المعيشية 2.26، أما متوسط حجم العائلات فبلغ 2.91.
بلغ العمر الوسطي للسكان 20.7 عاماً. وكانت نسبة 8.2% من القاطنين تحت سن الثامنة عشر، وكانت نسبة 62.1% بين الثامنة عشر والرابعة والعشرين عاماً، ونسبة 9.5% كانت واقعةً في الفئة العمرية ما بين الخامسة والعشرين والرابعة والأربعين عاماً، ونسبة 9.9% كانت ما بين الخامسة والأربعين والرابعة والستين، ونسبة 10.3% كانت ضمن فئة الخامسة والستين عاماً فما فوق. وتوزع التركيب الجنسي للسكان بنسبة 51.5% ذكور و48.5% إناث.